# بنفشه سفید
بنفشه سفید (نام علمی: Viola alba) نام یک گونه از سرده بنفشه است.